# 岐山臊子面

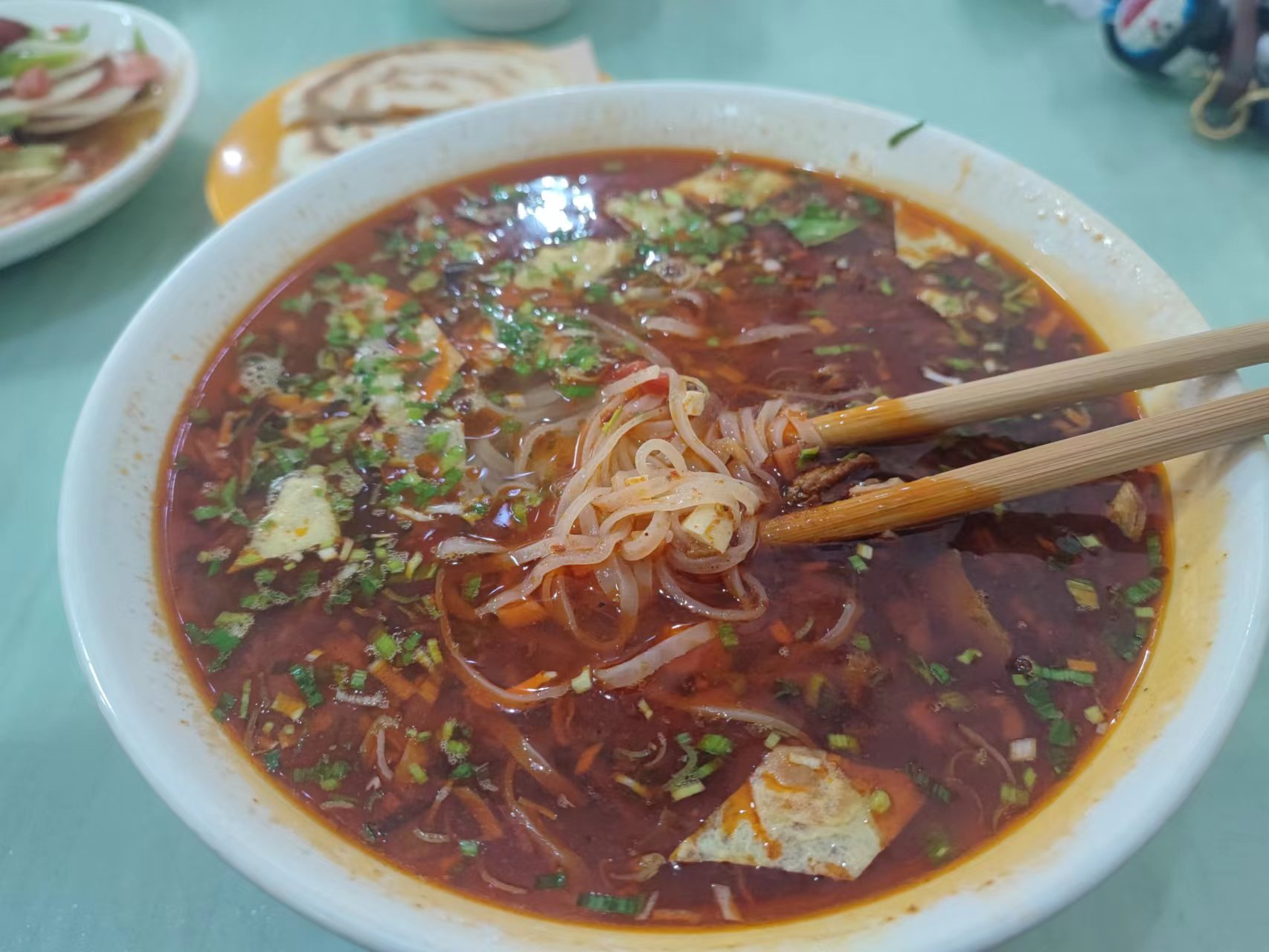
岐山臊子面

岐山臊子面，属于传统的面食，在陕西关中平原比较常见，但陕西省宝鸡市岐山县的臊子面最地道。

## 沿革
“臊子”意思是剁好并加以各种调料制作而成的肉丁或肉末，也常被外人误写作哨子。臊子使用猪肉制成，必须要带些肥肉，口感才够足。臊子面的配菜主要有胡萝卜、豆腐、豆角、黄花菜、鸡蛋、木耳等。岐山臊子面以汤和臊子为精华，汤的味道酸辣可口。由于制作过程中投放了大量醋、辣椒粉，使得臊子面具有强烈的酸、辣、香等味道。臊子面用小碗装满，用料用法很有讲究，以“薄、筋、光、煎、稀、汪、酸、辣、香”而闻名。

## 特点
臊子面又名“蛟汤面”，典出定居于岐山的周文王挥剑斩蛟龙的故事。岐山臊子面以“薄、筋、光、煎、稀、汪、酸、辣、香”而著名，面条细长，厚薄均匀，臊子鲜香，红油浮面，汤味酸辣，筋韧爽口，老幼皆宜。由于岐山臊子面做工精细，吃法讲究，所以数千年来一直受到人们的青睐，“余位座上客，举箸食汤饼。”
岐山制作挂面已有200多年的历史了。岐山挂面精选关中精麦粉，加进特味的佐料，经过和麵、揉条、搓条、上棍等十道工序精制而成，具有“水煮不烂、筷夹不断、筋道爽口”的特点，民国期间还参加了在美国旧金山举行的“万国博览会”，有诗赞曰：“挂面分细宽，好吃且美观。参加博览会，曾到旧金山。”挂面中最有名的当属“大刀铡麵”。大刀铡麵的做法是：先将擀製的麵卷成一大捆儿，然后把麵捆儿打开、折起，放到切麵座上，然后用铡刀切。铡刀切出来的麵条纤细如发，薄厚均匀，抖起来有“劲”，吃起来有“筋”，绝对的“薄、劲、光”，配上红黄绿白黑五色俱备的臊子面，浇上“酸辣香”、“煎稀汪”的臊子汤，真是既开胃又馋人！
岐山臊子麵傳統上只吃麵不喝湯，臊子湯的角色更像是麵條沾汁，現在也有改良式臊子麵湯汁可以喝。

## 传说
西周时候，周文王和他的祖先就在岐山定居。那时，还是部落社会。有一次，周文王带领部族们外出打猎，当他行至渭河畔时，只见一条大蛟龙从水里腾空而起，张牙舞爪，遮天蔽日。这只蛟龙经常在空中兴妖作怪，残害庶民。有时，在空中卷起阵阵狂风，遍地飞沙走石，吹得墙倒房塌；吹得牛羊杳无踪影。有时，掀起漫天乌云，大雨倾盆，河水泛滥，村舍淹没。万恶的蛟龙，夺去了许多人的性命。周文王和部族们早对这条吃人的大蛟恨之入骨，今天见它又出来兴妖作怪，不禁怒起心头，一个个剑拔弩张，这蛟在空中翻滚了三圈，张开盆一样的大口，又要行凶。说时迟那时快，周文王命令部族们一齐扳弓射箭，霎时间空中响起了“锵锵”的箭鸣声。大蛟的两眼被射瞎，咽喉被斩断，挣扎了一会，从空中跌蒋下来。周文王走近一看，只见这条大蛟足有五丈多长，一千多斤重量。部族们高兴地围着蛟龙唱了起来：“蛟龙作恶兮，伤害庶民，渭水泛滥兮，不得安宁，文王积德兮，为民除害，晋天同庆兮，其乐无穷！” 
据传，蛟龙的肉味道鲜美，人们吃了它的肉，可以驱恶除邪，延年益寿。。